# فرودگاه پارس‌آباد مغان
فرودگاه شهدای پارس‌آباد مغان فرودگاهی در شهر پارس‌آباد، ایران است.
فرودگاه پارس‌آباد مغان به عنوان دومین فرودگاه قدیمی‌ استان اردبیل (بعد از فرودگاه پادگان اردبیل) در سال ۱۳۵۲ تأسیس و در سال ۱۳۸۱ از شرکت کشت و صنعت و دامپروری مغان منفک و تحویل شرکت مادر تخصصی فرودگاه‌های کشور شد.

## شرکت‌های هواپیمایی و مقصدهای پروازی
| شرکت‌های هواپیمایی | مقصدهای پروازی |
| ----------------- | -------------- |
| ایران ایر         | تهران          |